# Nikólaos Trikupis
Nikólaos Trikupis (grec: Νικόλαος Τρικούπης)  (Mesolongi, 1868 - Atenes, 1956) va ser un general i polític grec, conegut pels seus serveis durant la Guerra greco-turca de 1919 a 1922, on fou fet presoner de guerra. També va prendre part en els Jocs Olímpics de 1896, a Atenes, on guanyà una medalla de bronze en la prova del rifle militar, 200 m.